# Garrison Mathews
Garrison Mathews, né le 24 octobre 1996 à Franklin dans le Tennessee, est un joueur de basket-ball américain évoluant aux postes d'arrière et ailier. Il mesure 1,96 m.

## Biographie

### Carrière universitaire
Entre 2015 et 2019, il joue pour les Bisons de Lipscomb (en) à l'université de Lipscomb (en).

### Carrière professionnelle

#### Wizards de Washington/Go-Go de Capital City (2019-2021)
Le 20 juin 2019, automatiquement éligible, il n'est pas sélectionné lors de la draft 2019 de la NBA.
Le 3 juillet 2019, il s'engage pour une saison en faveur des Wizards de Washington par le biais d'un contrat two-way.
Le 21 novembre 2020, il reste avec les Wizards de Washington, toujours sous la forme d'un contrat two-way.

#### Rockets de Houston/Vipers de Rio Grande Valley (2021-fév. 2023)
Le 18 octobre 2021, il signe un contrat two-way en faveur des Rockets de Houston. En décembre 2021, son contrat est converti en contrat standard.

#### Hawks d'Atlanta (depuis fév. 2023)
Le 9 février 2023, avec Bruno Fernando, il est transféré aux Hawks d'Atlanta en échange de Justin Holiday et Frank Kaminsky.

## Statistiques

### Universitaires
Les statistiques de Garrison Mathews en matchs universitaires sont les suivantes :
| Saison    | Équipe        | Matchs | Titul. | Min./m | % Tir | % 3pts | % LF | Rbds/m. | Pass/m. | Int/m. | Ctr/m. | Pts/m. |
| --------- | ------------- | ------ | ------ | ------ | ----- | ------ | ---- | ------- | ------- | ------ | ------ | ------ |
| 2015-2016 | Lipscomb (en) | 33     | 12     | 20,8   | 40,3  | 34,9   | 73,2 | 3,36    | 1,55    | 0,85   | 0,24   | 10,94  |
| 2016-2017 | Lipscomb      | 32     | 30     | 31,2   | 45,8  | 35,2   | 72,6 | 5,59    | 2,28    | 0,84   | 0,19   | 20,38  |
| 2017-2018 | Lipscomb      | 33     | 33     | 30,4   | 46,5  | 38,1   | 79,9 | 5,45    | 1,76    | 0,97   | 0,27   | 21,67  |
| 2018-2019 | Lipscomb      | 36     | 36     | 30,1   | 44,4  | 40,3   | 86,0 | 5,47    | 1,94    | 0,83   | 0,25   | 20,89  |
| Carrière  | Carrière      | 134    | 111    | 28,1   | 44,6  | 37,4   | 78,9 | 4,98    | 1,88    | 0,87   | 0,24   | 18,51  |

### Professionnelles

#### Saison régulière
| Saison    | Équipe     | Matchs | Titul. | Min./m | % Tir | % 3pts | % LF | Rbds/m. | Pass/m. | Int/m. | Ctr/m. | Pts/m. |
| --------- | ---------- | ------ | ------ | ------ | ----- | ------ | ---- | ------- | ------- | ------ | ------ | ------ |
| 2019-2020 | Washington | 18     | 0      | 12,6   | 42,9  | 41,3   | 91,2 | 1,33    | 0,56    | 0,44   | 0,06   | 5,44   |
| 2020-2021 | Washington | 64     | 24     | 16,2   | 40,9  | 38,4   | 88,4 | 1,36    | 0,41    | 0,45   | 0,11   | 5,53   |
| 2021-2022 | Houston    | 65     | 33     | 26,3   | 39,9  | 36,0   | 79,4 | 2,92    | 0,98    | 0,88   | 0,37   | 10,00  |
| 2022-2023 | Houston    | 45     | 0      | 13,4   | 35,3  | 34,2   | 91,1 | 1,38    | 0,51    | 0,51   | 0,09   | 4,76   |
| 2022-2023 | Atlanta    | 9      | 0      | 9,4    | 41,9  | 40,0   | 87,5 | 1,22    | 0,33    | 0,11   | 0,11   | 4,78   |
| 2023-2024 | Atlanta    | 66     | 5      | 15,0   | 47,3  | 44,0   | 81,0 | 1,39    | 0,56    | 0,30   | 0,12   | 4,92   |
| Carrière  | Carrière   | 267    | 62     | 17,4   | 40,7  | 38,1   | 84,2 | 1,75    | 0,61    | 0,52   | 0,17   | 6,31   |

#### Playoffs
| Saison   | Équipe     | Matchs | Titul. | Min./m | % Tir | % 3pts | % LF | Rbds/m. | Pass/m. | Int/m. | Ctr/m. | Pts/m. |
| -------- | ---------- | ------ | ------ | ------ | ----- | ------ | ---- | ------- | ------- | ------ | ------ | ------ |
| 2021     | Washington | 3      | 0      | 5,7    | 0,0   | 0,0    | 80,0 | 0,67    | 0,00    | 0,00   | 0,00   | 1,33   |
| Carrière | Carrière   | 3      | 0      | 5,7    | 0,0   | 0,0    | 80,0 | 0,67    | 0,00    | 0,00   | 0,00   | 1,33   |

## Records sur une rencontre en NBA
Les records personnels de Garrison Mathews en NBA sont les suivants, :
| Type de statistique        | Saison régulière | Saison régulière                  | Saison régulière  | Playoffs | Playoffs                | Playoffs    |
| Type de statistique        | Record           | Adversaire                        | Date              | Record   | Adversaire              | Date        |
| -------------------------- | ---------------- | --------------------------------- | ----------------- | -------- | ----------------------- | ----------- |
| Points                     | 28               | Heat de Miami                     | 30 décembre 2019  | 3        | 76ers de Philadelphie   | 29 mai 2021 |
| Paniers marqués            | 8                | Kings de Sacramento               | 1er novembre 2024 | -        | -                       | -           |
| Paniers tentés             | 15               | Kings de Sacramento               | 1er novembre 2024 | 2        | 2 fois                  | 2 fois      |
| Paniers à 3 points réussis | 7                | 2 fois                            | 2 fois            | -        | -                       | -           |
| Paniers à 3 points tentés  | 13               | Kings de Sacramento               | 1er novembre 2024 | 2        | 2 fois                  | 2 fois      |
| Lancers francs réussis     | 12               | Heat de Miami                     | 30 décembre 2019  | 3        | 76ers de Philadelphie   | 29 mai 2021 |
| Lancers francs tentés      | 13               | Heat de Miami                     | 30 décembre 2019  | 3        | 76ers de Philadelphie   | 29 mai 2021 |
| Rebonds offensifs          | 4                | @ Pelicans de La Nouvelle-Orléans | 8 février 2022    | -        | -                       | -           |
| Rebonds défensifs          | 8                | 2 fois                            | 2 fois            | 1        | 2 fois                  | 2 fois      |
| Rebonds totaux             | 9                | Timberwolves du Minnesota         | 27 février 2021   | 1        | 2 fois                  | 2 fois      |
| Passes décisives           | 5                | @ Celtics de Boston               | 12 novembre 2024  | -        | -                       | -           |
| Interceptions              | 5                | Heat de Miami                     | 8 mars 2020       | -        | -                       | -           |
| Contres                    | 3                | @ Mavericks de Dallas             | 23 mars 2022      | -        | -                       | -           |
| Balles perdues             | 3                | 2 fois                            | 2 fois            | -        | -                       | -           |
| Minutes jouées             | 41               | Jazz de l'Utah                    | 2 mars 2022       | 8        | @ 76ers de Philadelphie | 26 mai 2021 |

- Double-double : aucun
- Triple-double : aucun

Dernière mise à jour : 21 décembre 2024